# Museo de la Real Fábrica de Artillería de La Cavada

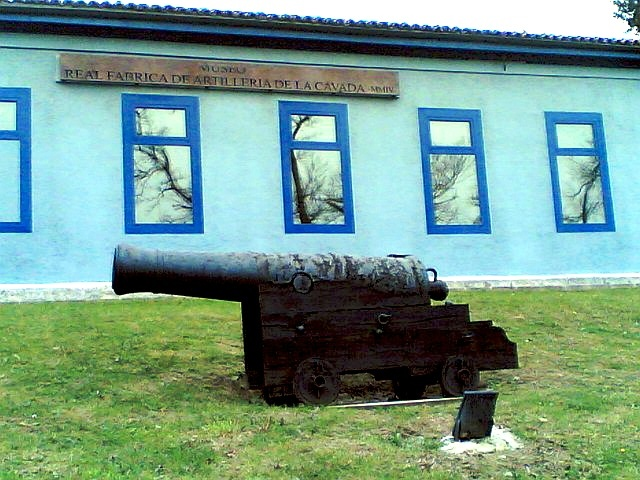
Una de las piezas recuperadas para el Museo de la Real Fábrica de Artillería de La Cavada.

El Museo de la Real Fábrica de Artillería de La Cavada es un espacio expositivo situado en la localidad de La Cavada, en la comunidad autónoma de Cantabria (España). En sus instalaciones se realizan exhibiciones, exposiciones y conferencias relacionadas con la actividad llevada a cabo por la fábrica de cañones que se emplearon en la Armada española y en la defensa del Imperio.
El museo se localiza en un antiguo edificio perteneciente a las escuelas de La Cavada y propiedad del Ayuntamiento de Riotuerto. Fue inaugurado el 27 de julio de 2006 por el entonces presidente de Cantabria, Miguel Ángel Revilla Roiz, y en él se pueden observar cañones de diferentes calibres, algunos procedentes de las antiguas instalaciones de la Real Fábrica y otros traídos de donaciones de museos o ayuntamientos; las diferentes municiones utilizadas, la maquinaria fabril, amplias descripciones en todos los sentidos sobre el nacimiento, funcionamiento e importancia de la industria artillera de la localidad y de su repercusión a nivel mundial, escudos nobiliarios y diversas maquetas tanto de barcos de su época como de las instalaciones. Junto con la exposición del exterior, destaca la reproducción a tamaño real de un tramo de puente correspondiente a un barco artillero, en el que se muestra de forma didáctica una escena bélica de su tiempo.
El museo, con el apoyo de la Asociación Amigos del Museo de la Real Fábrica de Artillería de La Cavada, realiza diversos eventos culturales a lo largo del año.

## Trascendencia
A lo largo de los siglos XVII y XVIII miles de cañones de hierro colado fundidos en la Real Fábrica salieron de sus altos hornos destinados a fortifica y armar los numerosos navíos de guerra y baterías costeras que España poseía repartidas por todo el mundo. Durante esta época todas las fortificaciones de los puertos en los que el Imperio tenía colonias recibieron cañones de La Cavada, muchos de los cuales aún se conservan y se exponen en la actualidad.

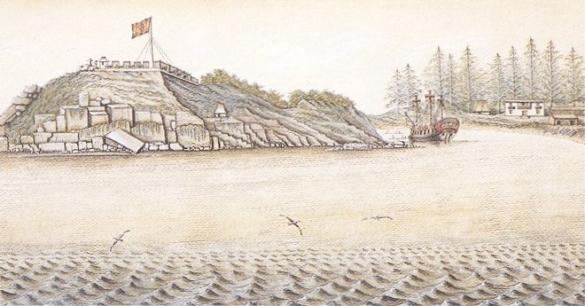
Fuerte de San Miguel, en la Isla de Nutka (Canadá).
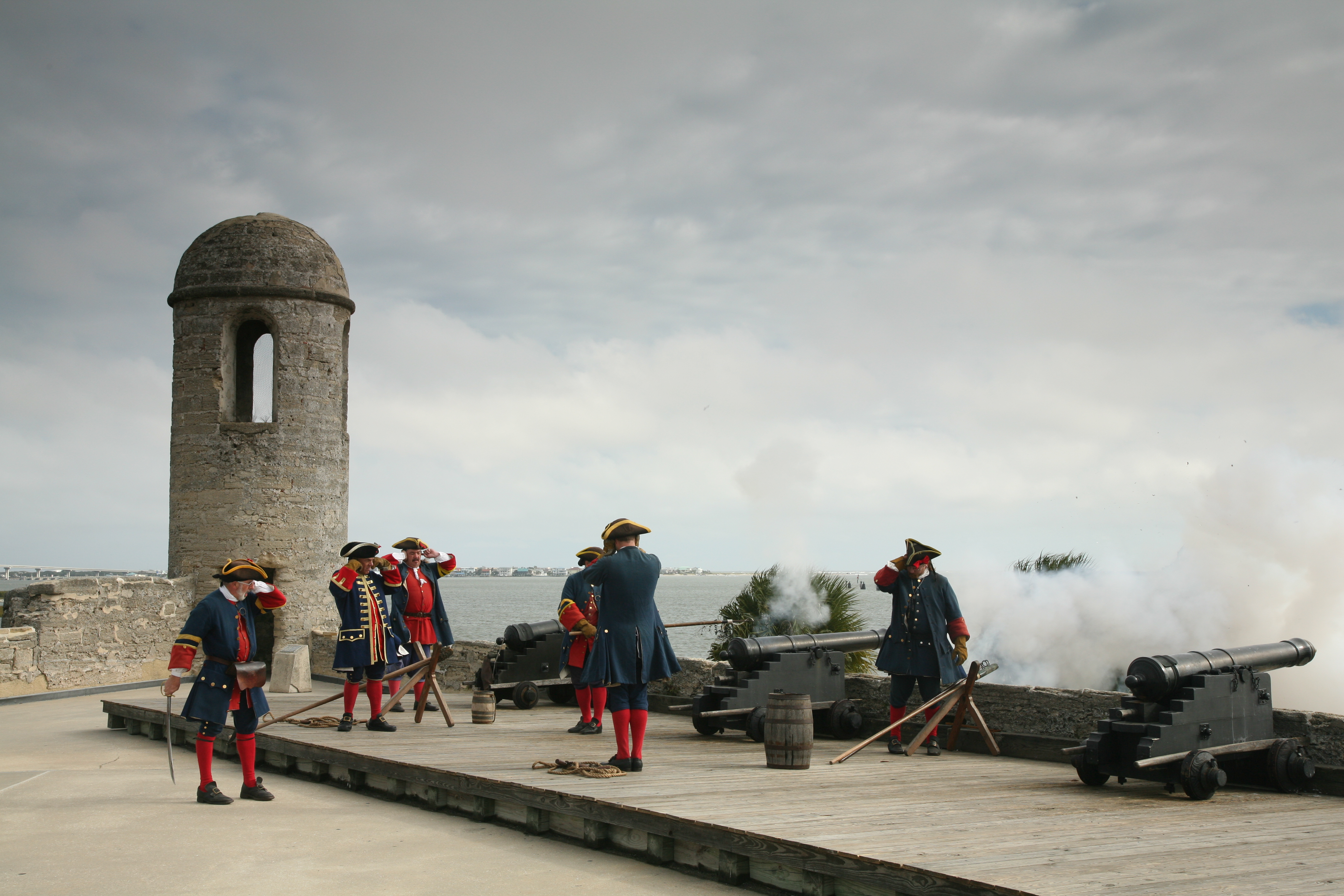
Castillo de San Marcos, en Florida (EE.UU.).
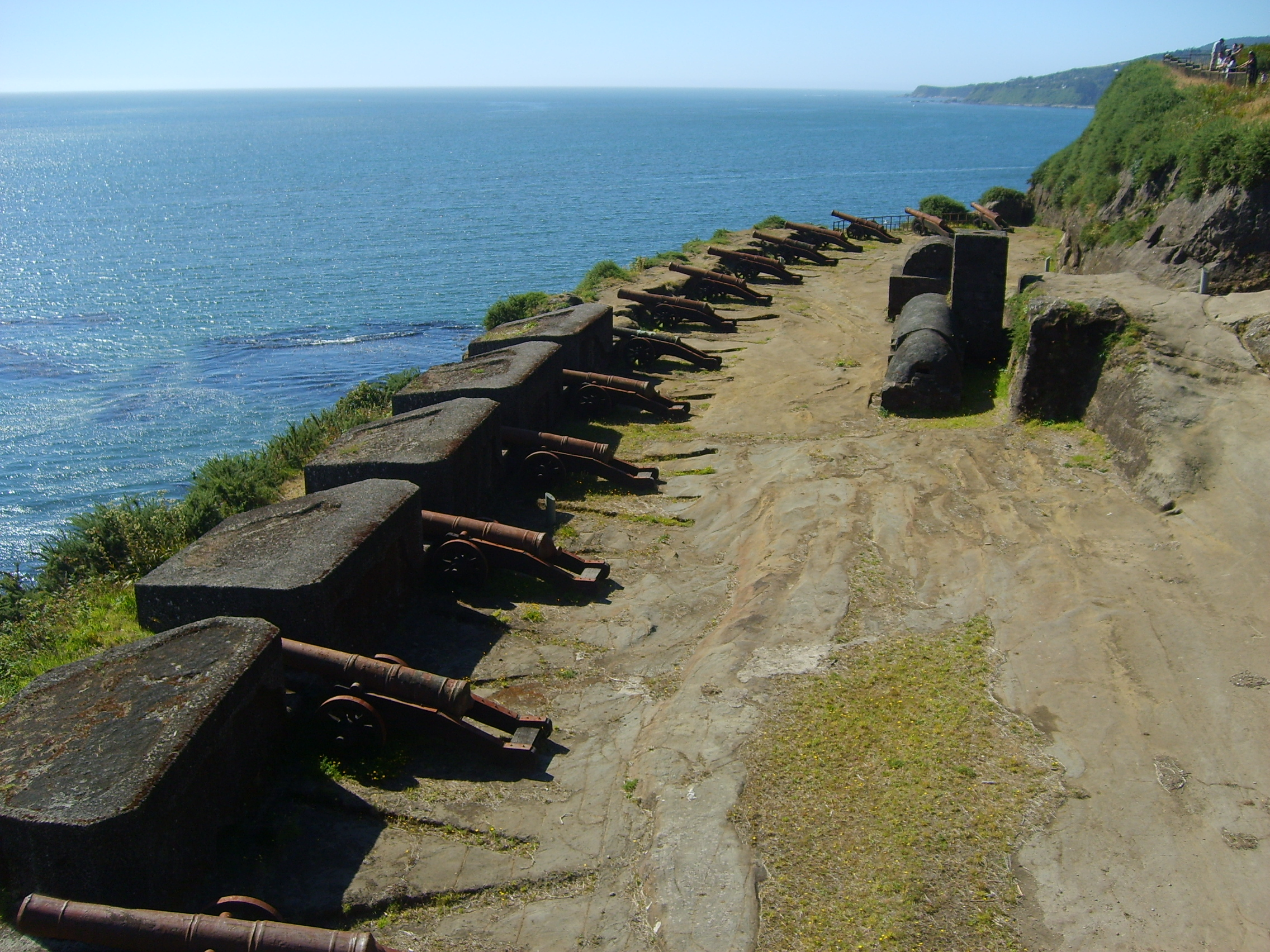
Fuerte de Niebla, en Valdivia (Chile).
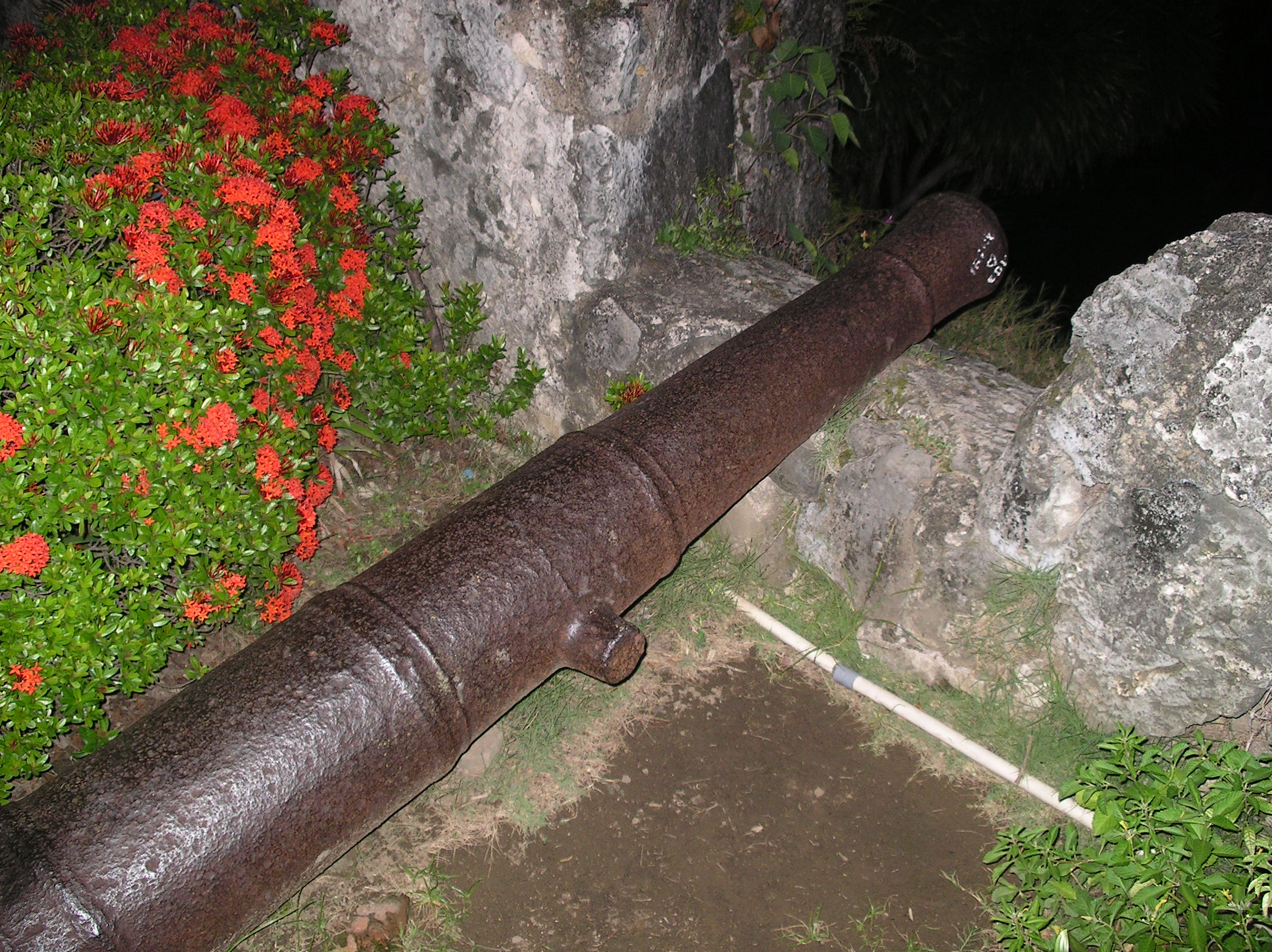
Batería del fuerte de San Pedro, en Cebú (Filipinas).
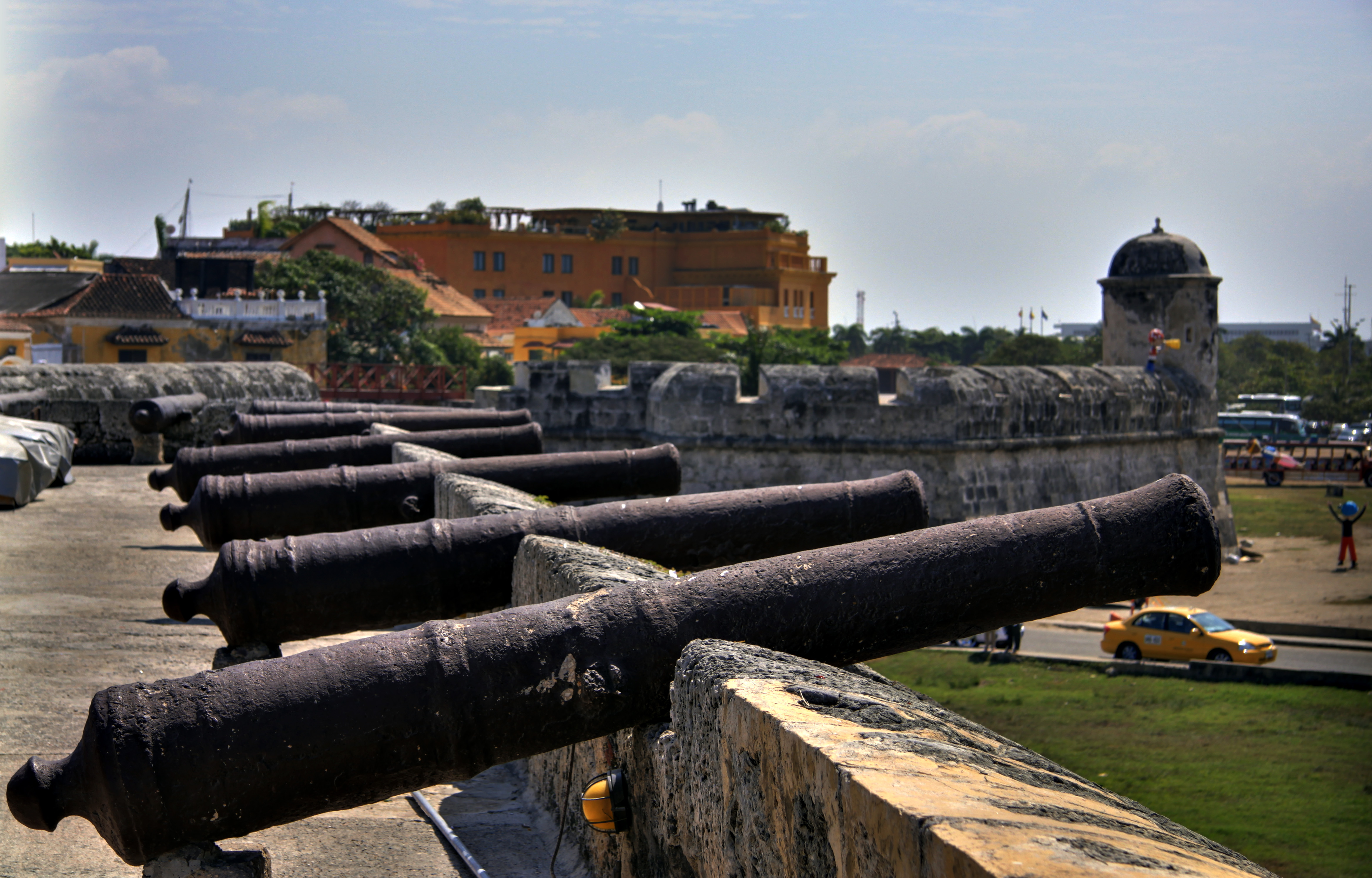
Cartagena de Indias (Colombia).
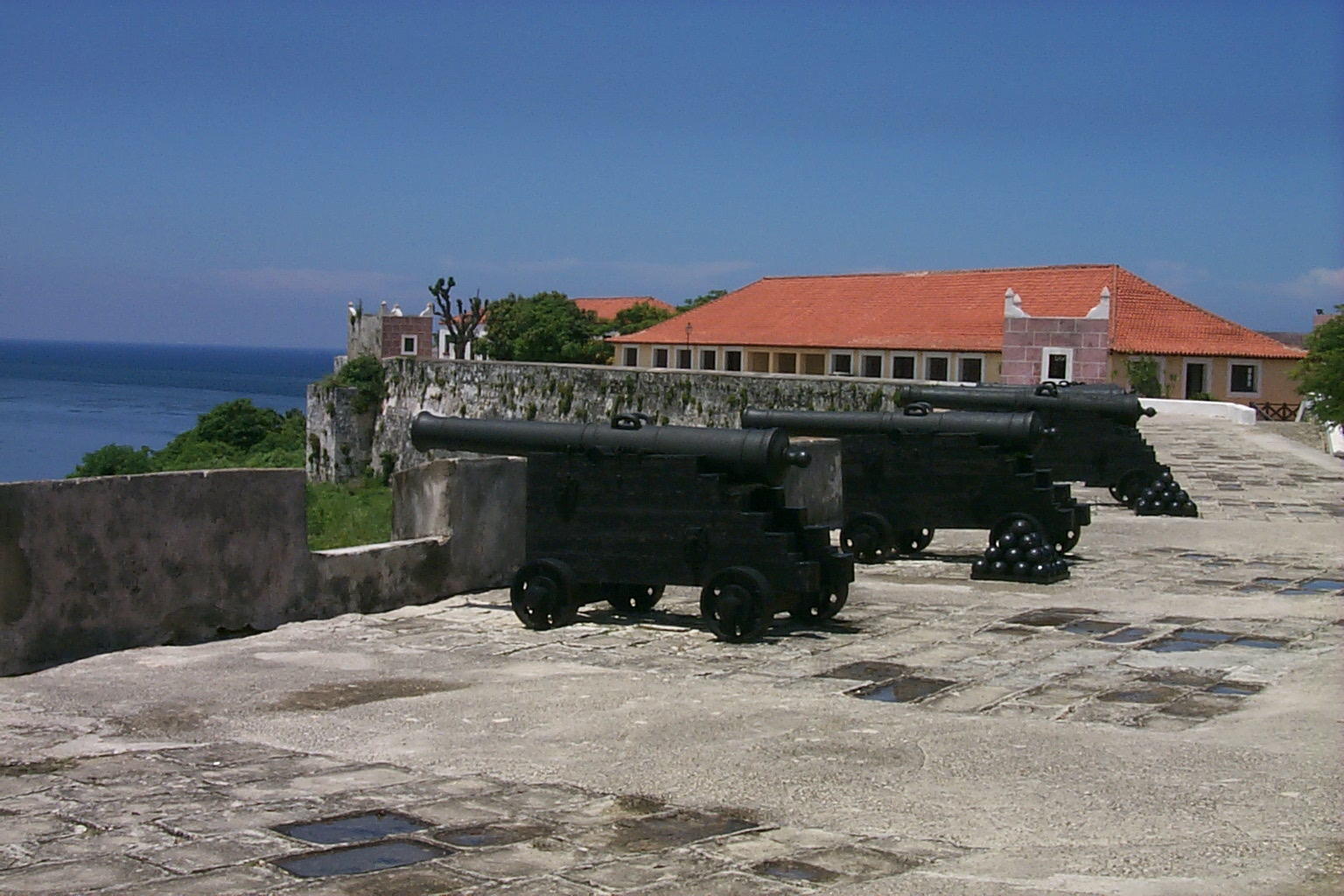
Castillo del Morro, en La Habana (Cuba).
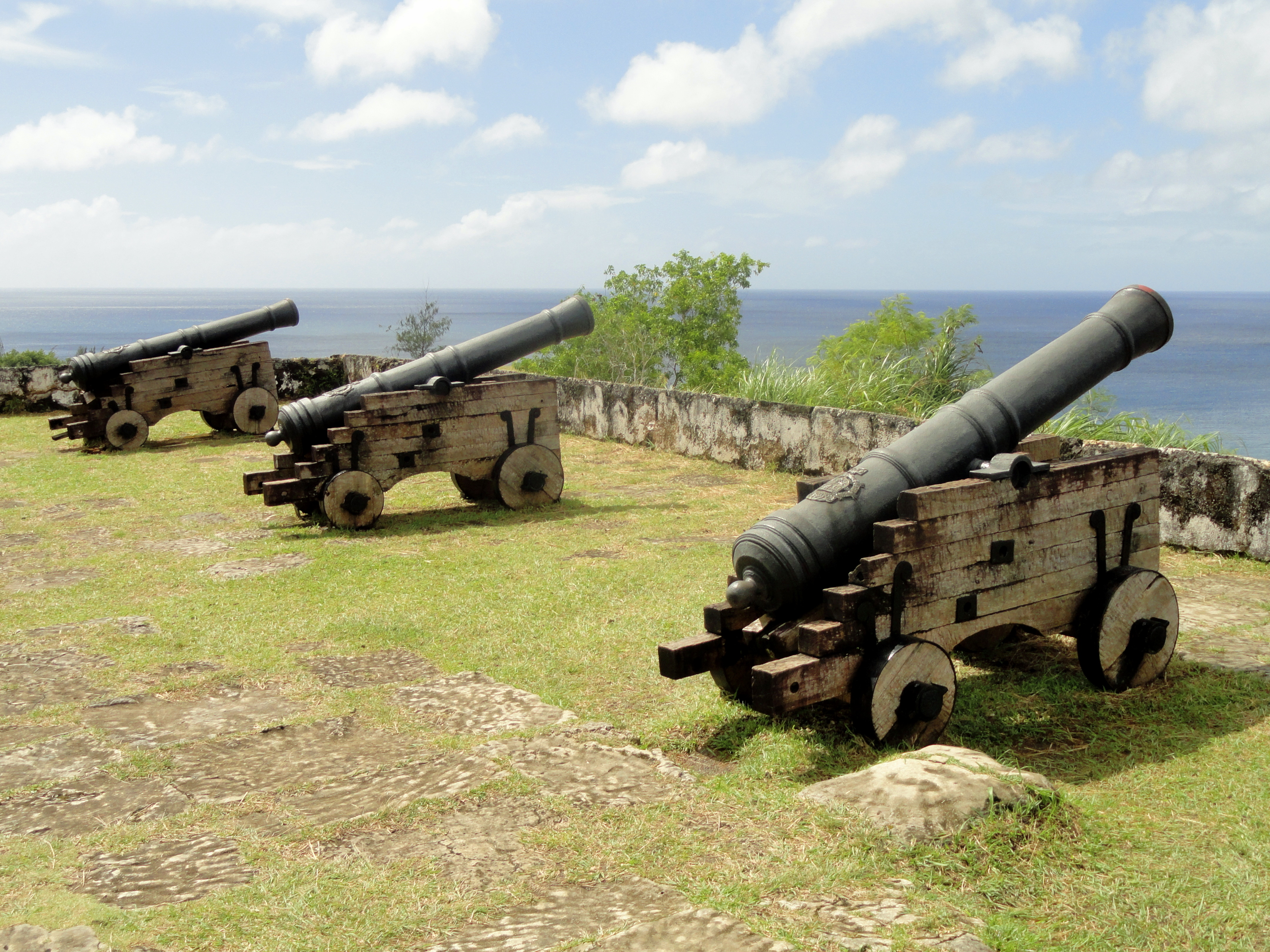
Fuerte Nuestra Señora de la Soledad, en Guam (EE.UU.).
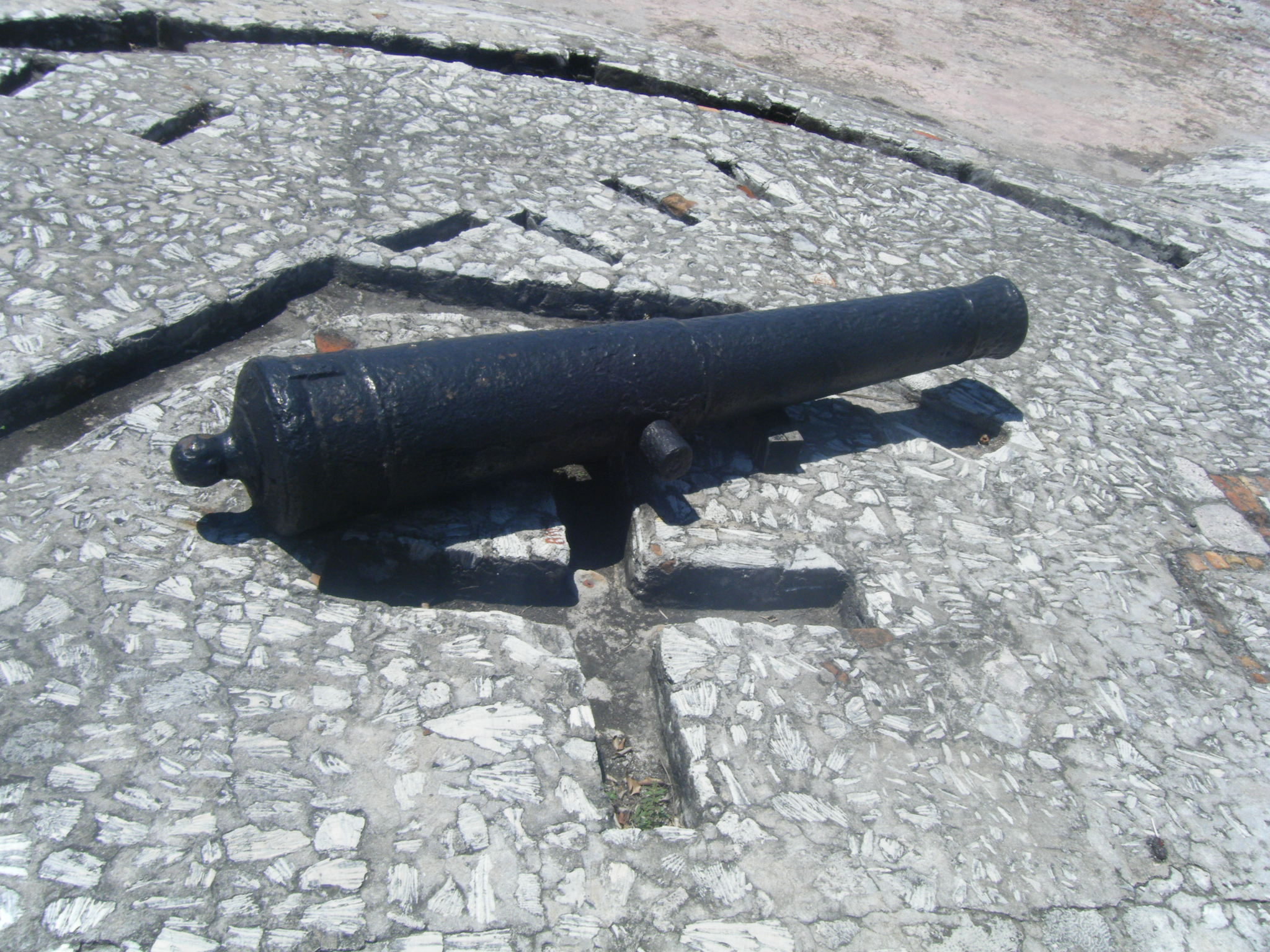
Fortaleza de San Juan de Ulúa, en Veracruz (México).
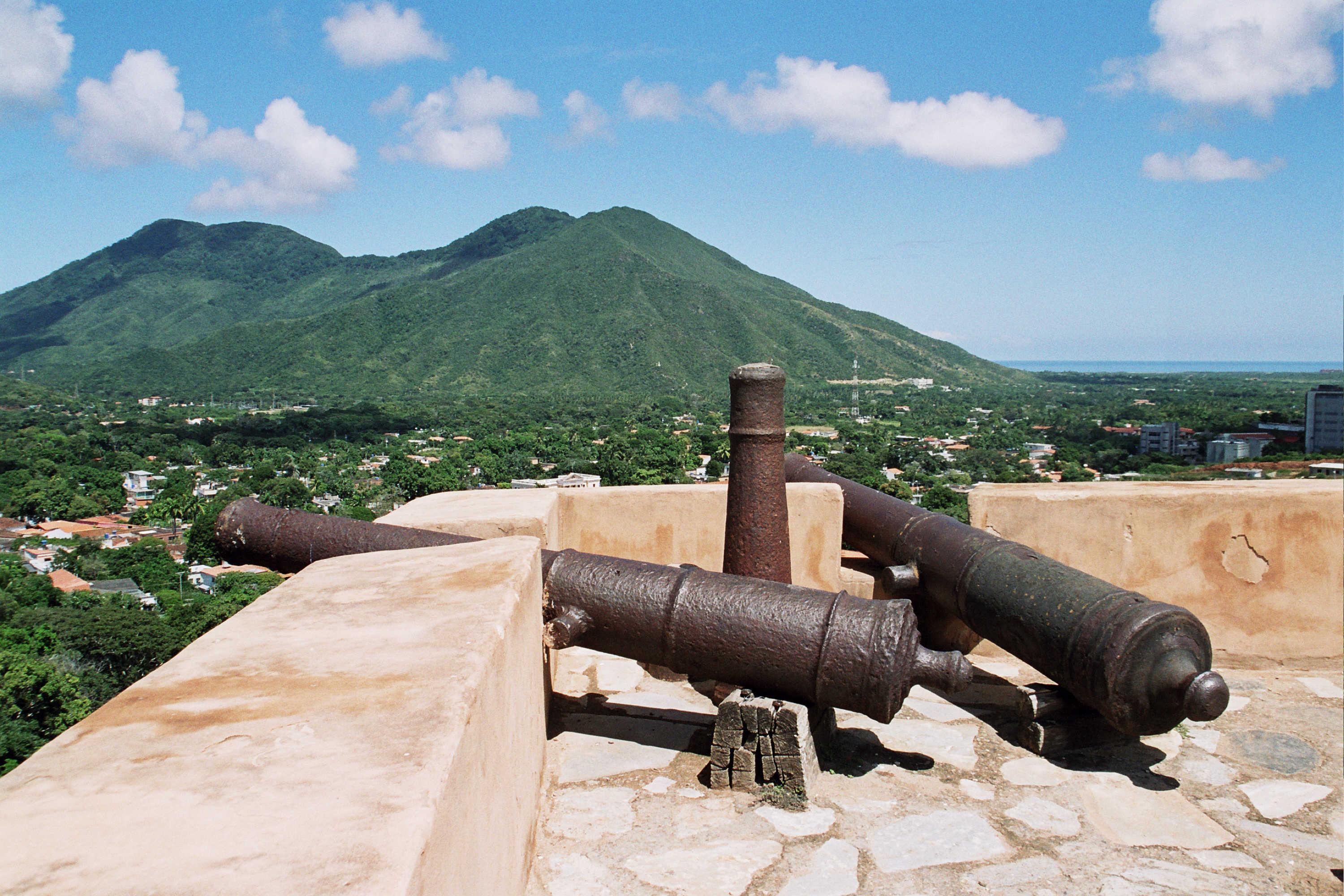
Castillo de Santa Rosa, en Isla Margarita (Venezuela).
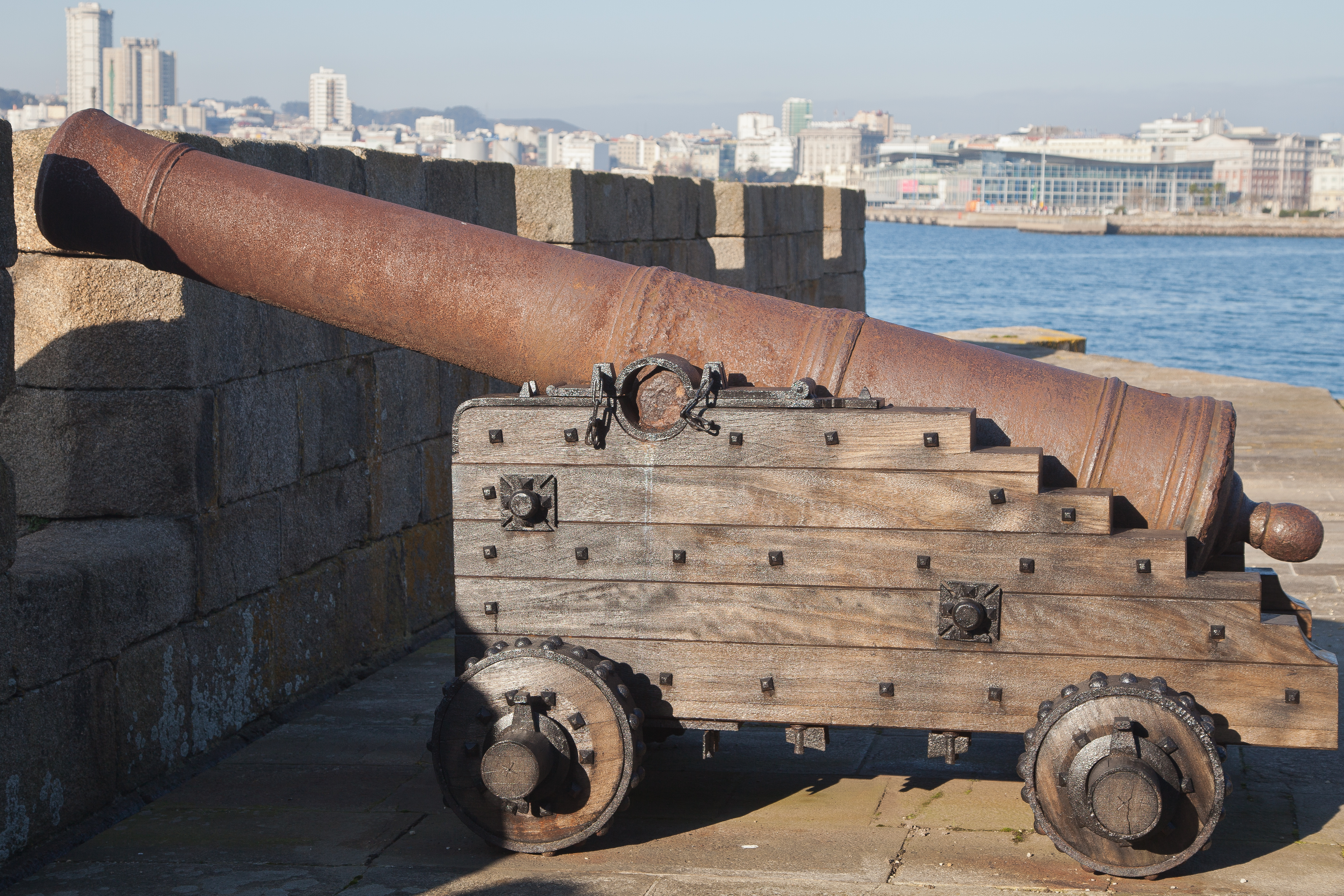
Castillo de San Antón, en La Coruña (España).
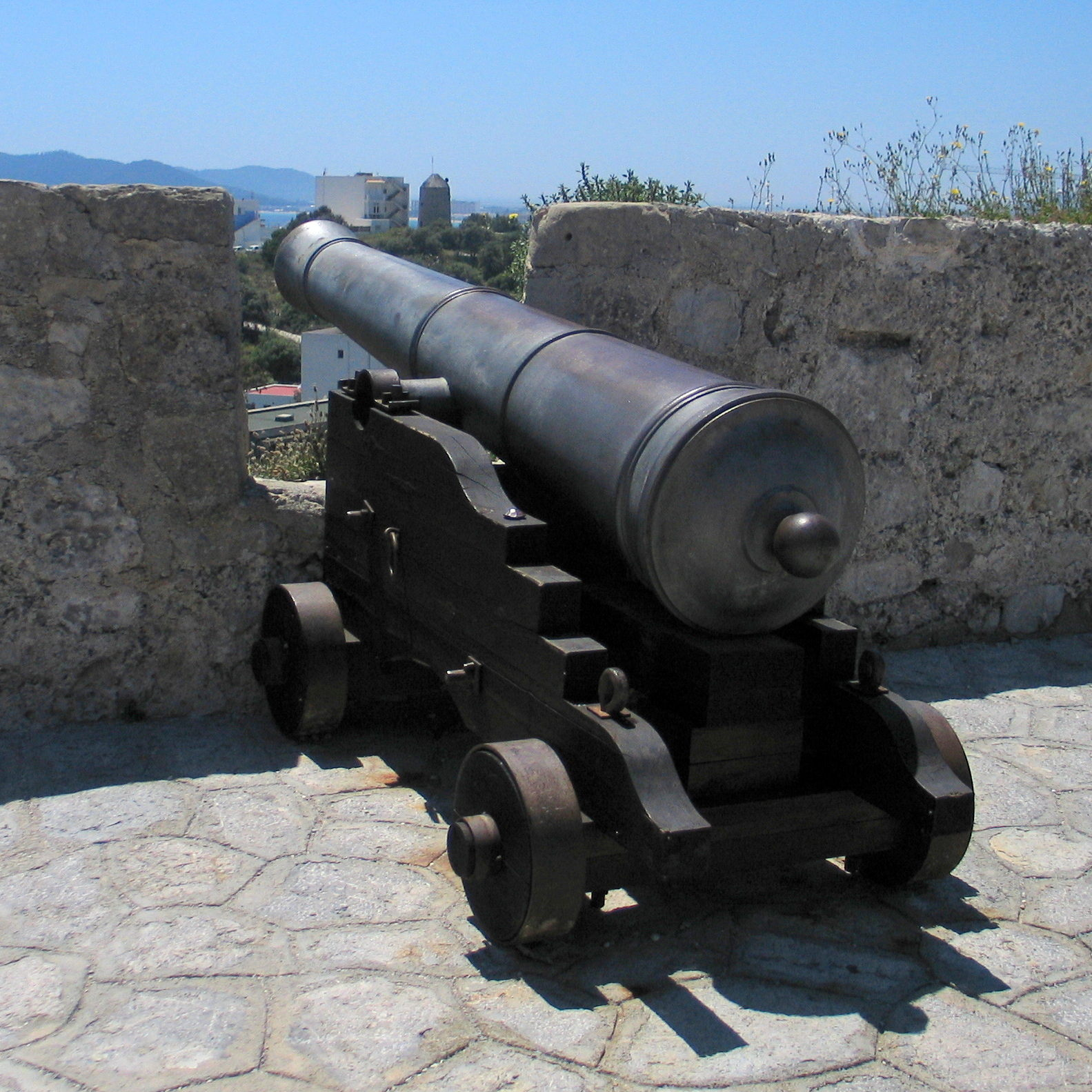
Ciudad Alta de Ibiza (España).
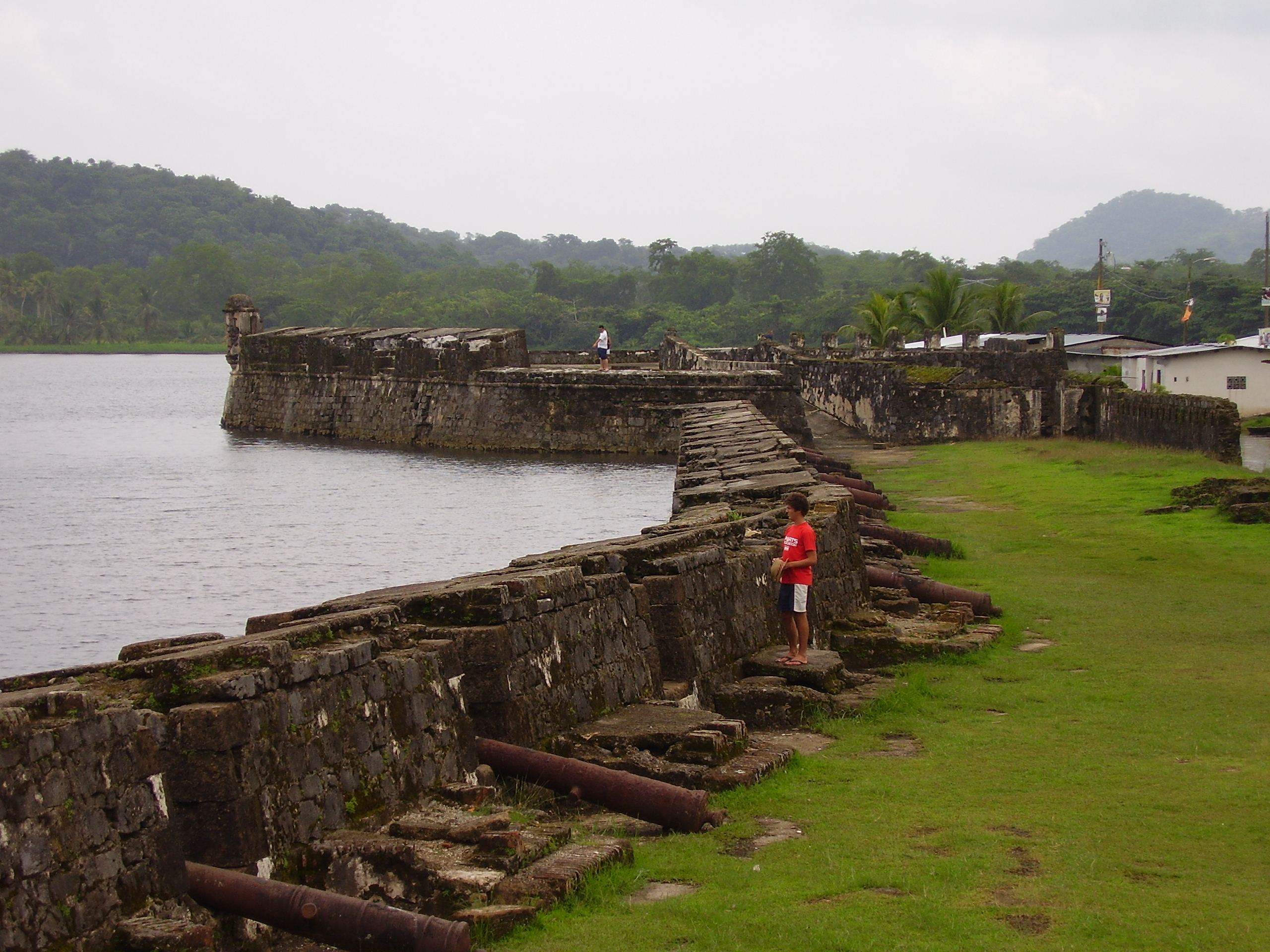
Castillo de San Jerónimo, en Portobelo (Panamá).
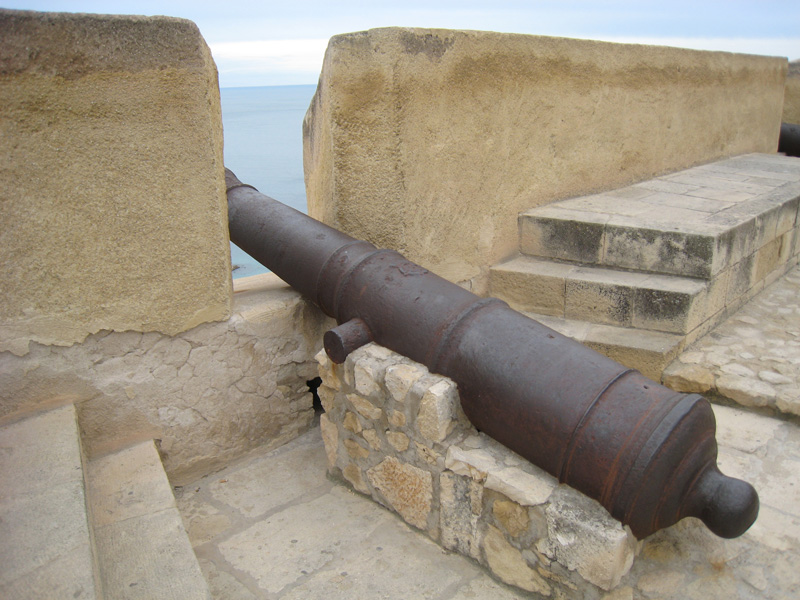
Castillo de Santa Bárbara, en Alicante (España).
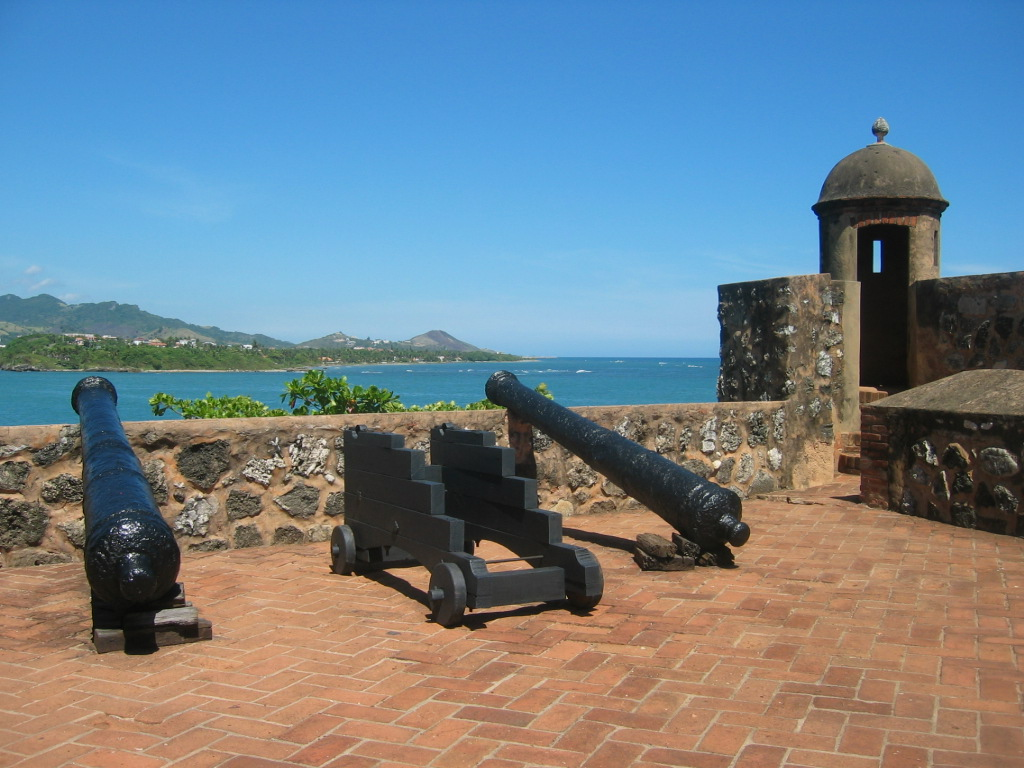
Fortaleza de San Felipe, en Puerto Plata (República Dominicana).
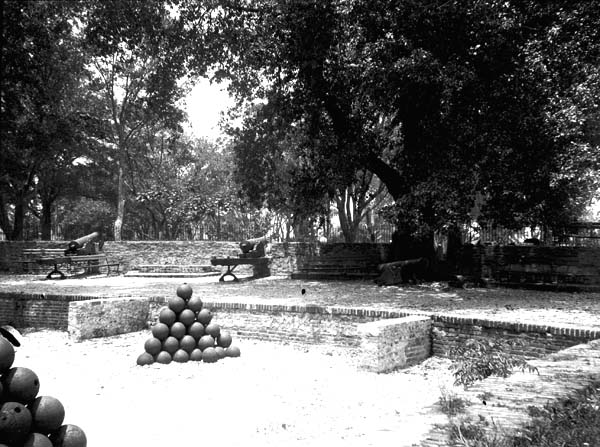
Fuerte de San Juan del Bayou, en Nueva Orleans (EE.UU.)